# St Vincents GAA
Il St Vincents è un club di sport gaelici di Marino, sobborgo settentrionale di Dublino, in Irlanda. Il club fu fondato nel 1931 nell'area di Marino sebbene abbia giocato poi per un discreto numero di anni in un campo della zona di Raheny, facendo ritorno a Marino nel Marino in 1987. Il St Vincents si unì al Marino Camogie Club nel 1997 per formare l'attuale club, il St Vincents Hurling, Football and Camogie Club. Si occupa pertanto primariamente di calcio gaelico, ma ha un'ottima reputazione e tradizione anche in hurling e camogie. 
Per quel che riguarda il calcio gaelico, hanno vinto lo All-Ireland Senior Club Football Championship in tre occasioni, la più recente nel 2014 e piazzandosi terzi nell'albo d'oro nazionale a pari merito con i St Finbarr di Cork. A livello locale, sono la squadra più vincente del Dublin Senior Football championship, avendolo vinto ben 27 volte.
Anche nell'hurling, pur non a livello nazionale, il club vanta vari trofei, in particolare 13 campionati di contea.

## Giocatori celebri

### Calcio gaelico
- Michael Savage
- Ger Brennan
- Diarmuid Connolly
- Eamonn Fennell [3]
- Tomás Quinn
- Michael Concarr
- Shane Carthy (St.Vincents footballer)
- Brendan Egan Sligo Gaa player
- Gavin Burke
- Des Ferguson
- Des Foley
- Jackie Gilroy
- Pat Gilroy
- Tony Hanahoe
- Kevin Heffernan
- Jimmy Keaveney
- Brian Mullins
- Gay O'Driscoll
- Bobby Doyle
- Pat Canavan

### Hurling
- Des Foley
- Lar Foley
- Kevin Heffernan
- Damien Russell
- Tom Russell
- Rónán Fallon
- Diarmuid Connolly
- Tomás McGrane
- Des Ferguson
- Norman Allen
- Seanie McDermott
- Eamonn Clancy
- Tom Quinn
- Noel Drumgoole
- Ruairi Trainor
- Podge Power